# Richard Salinas
Richard Adrián Salinas (Asunción, 6 febbraio 1988) è un calciatore paraguaiano, difensore del River Plate.